# Мануел Годед
Мануел Годед Льопис (на испански: Manuel Goded Llopis) е испански генерал, участник в националистическия опит за преврат от юли 1936 г., дал началото на Гражданската война в Испания.
След като ръководи неуспешен опит за бунт в Барселона, той е заловен и екзекутиран от републиканското правителство.

## Биография
Роден е в град Сан Хуан, столицата на Пуерто Рико, тогава испанска колония. Там получава основно и средно образование. Семейството му се премества в Испания, след като Пуерто Рико става владение на САЩ с Парижкия договор от 1898 г., който слага край на Испанско-американската война. В Испания е приет в Академията на пехотата, военна институция.

### Рифска война
Годед завършва академията и е назначен на различни длъжности. През 1907 г., когато е на 25 години, получава чин капитан. През 1919 г. в Испанско Мароко, протекторат, се провежда въстание срещу испанското колониално управление. Лидерът на бунтовниците в Рифската война е Абд ел-Крим. Рифсците, както стават известни бунтовниците, унищожават армията на испанския генерал Мануел Фернандес Силвестре в битката при Аннуал през 1921 г. и са готови да атакуват испанския анклав Мелиля. Генералите Хосе Милян Астрай и Франсиско Франко, които основават Испанския чуждестранен легион, се бият срещу рифсците на сушата.
През 1925 г. Годед ръководи морски десант в залива Алхусемас (сега Хосейма) в десанта в Алхусемас. Смята се за началото на края на въстанието. До 1927 г. бунтът е приключил и Испания си възвръща изгубената територия. Годед е повишен в бригаден генерал и скоро е назначен за началник-щаб на испанската армия в Африка.

### Диктатура и Втора република
Първоначално Годед подкрепя дясната диктатура на Мигел Примо де Ривера, която е установена през 1923 г. със съгласието на крал Алфонсо XIII. Въпреки това, критиката на Годед към правителството води до отстраняването му от поста.
През май 1936 г. Мануел Асаня става вторият и последен президент на Втората испанска република. Годед е назначен за началник-щаб на Централната армия, но отново е освободен от поста си след конфликт с правителството. Когато десни офицери, заподозрени в заговор срещу правителството, са преназначени, той е изпратен в отдалечен пост на Балеарските острови.

### Бунт и екзекуция
Когато десни генерали се разбунтуват срещу правителството на Народния фронт на Втората република през юли 1936 г., Годед неуспешно ръководи войски в каталунската столица Барселона, след като поема контрола над Майорка и Ибиса. Каталуния, като сред най-индустриализираните региони на Испания, е крепост на организираната левица и местните операции на Годед се провалят. Той е заловен от правителствените сили на 11 август и държан на затворническия кораб „Уругвай“. Съден от републикански военен съд и принуден да нареди на останалите си войски по радиото да се предадат, Мануел Годед е осъден на смърт чрез разстрел. Той е екзекутиран на следващия ден в замъка Монжуик в Барселона.
Смъртта на Годед не само обезглавява националистическия бунт в Барселона и по-голямата част от Каталуния, но също така и премахва един от ключовите лични и политически съперници на бъдещия лидер Франсиско Франко.